# Head-driven phrase structure grammar
 (novembre 2013).
Sa qualité peut être largement améliorée en utilisant un vocabulaire plus directement compréhensible.
 (octobre 2009).
Si vous disposez d'ouvrages ou d'articles de référence ou si vous connaissez des sites web de qualité traitant du thème abordé ici, merci de compléter l'article en donnant les références utiles à sa vérifiabilité et en les liant à la section « Notes et références ».
HPSG (abréviation anglaise de head-driven phrase structure grammar, traduction française : grammaire syntagmatique guidée par les têtes) est une théorie linguistique qui appartient au courant des grammaires génératives. Son nom se réfère à la notion de tête, élément principal d'un groupe syntaxique , ou syntagme. Comme la LFG, autre théorie linguistique, il s'agit d'une grammaire d'unification : elle associe aux mots et aux phrases des ensembles de traits, qui permettent de coder des informations morphologiques, syntaxiques et sémantiques; un trait associe un attribut (ex. nombre) à une valeur (ex. pluriel). Elle manipule des structures plus souples que les arbres syntaxiques, ce qui la rend adaptée au traitement automatique des langues et à la psycholinguistique. Ce type de description et ses principes fondateurs ont été proposés par les linguistes Carl Pollard et Ivan A. Sag en 1994. Des versions ultérieures ont été proposées, par exemple la Sign-based Construction Grammar (SBCG) qui associe les principes de HPSG avec ceux des Grammaires de construction. Une version pour la morphologie s'appelle Information-based Morphology, et s'appuie sur les principes de la morphologie lexématique.

## But
Elle repose sur l'idée de scinder la description grammaticale d'une langue en principes, règles et éléments du lexique. Chacun de ces principes, règles ou éléments du lexique est décrit sous la forme d'une structure de traits. Cette scission a l'avantage d'offrir une organisation modulaire et non redondante pour la description des connaissances linguistiques. 
À la différence de la grammaire générative chomskyenne, qui ordonne les différents niveaux d'analyse de la langue les uns à la suite des autres, HPSG est une grammaire qui permet une analyse de la langue en parallèle. Cette grammaire est donc à la fois modulaire et multilinéaire. De ce fait, l'analyse est ascendante, c'est-à-dire que chaque mot contient son programme linguistique. On part du mot pour arriver à la phrase finale. Elle est compatible avec une analyse incrémentale (mot après mot), ce qui la rend adaptée aux modèles psycholinguistiques.

### Résultats
De nombreux phénomènes ont été décrits par cette théorie dans de nombreuses langues. Le Handbook (2021) présente une vue d'ensemble accessible.